# Лајнгартен
Лајнгартен (њем. Leingarten) општина је у њемачкој савезној држави Баден-Виртемберг. Једно је од 46 општинских средишта округа Хајлброн. Према процјени из 2010. у општини је живјело 10.757 становника. Посједује регионалну шифру (AGS) 8125058.

## Географски и демографски подаци
Лајнгартен се налази у савезној држави Баден-Виртемберг у округу Хајлброн. Општина се налази на надморској висини од 168 метара. Површина општине износи 23,5 km². У самом мјесту је, према процјени из 2010. године, живјело 10.757 становника. Просјечна густина становништва износи 458 становника/km².

## Међународна сарадња
| Мјесто | Држава    | Врста сарадње | Од    |
| ------ | --------- | ------------- | ----- |
|        | Француска | партнерство   | 1975. |
| Извор  |           |               |       |